# Власьево (деревня, Москва)
Власьево — деревня в Новомосковском административном округе Москвы (до 1 июля 2012 года была в составе Ленинского района Московской области). Входит в состав поселения Десёновское.

## Население
| 1859 | 1890 | 1899 | 1926 | 2002 | 2006 | 2010 |
| ---- | ---- | ---- | ---- | ---- | ---- | ---- |
| 198  | ↘193 | ↘171 | ↗234 | ↘12  | ↘5   | ↗94  |

Согласно Всероссийской переписи, в 2002 году в деревне проживало 12 человек (5 мужчин и 7 женщин). По данным на 2005 год в деревне проживало 5 человек.

## География
Деревня Власьево находится в южной части Новомосковского административного округа, у границы с Троицким административным округом, примерно в 36 км к юго-юго-западу от центра города Москвы и 16 км к югу от центра города Московский.
В 4 км северо-западнее деревни проходит Калужское шоссе А130, в 8 км к юго-востоку — Варшавское шоссе, в 8 км к югу — Московское малое кольцо А107, в 11 км к востоку — линия Курского направления Московской железной дороги. Ближайшие населённые пункты — деревни Поливаново и Пыхчево.

## История
В «Списке населённых мест» 1862 года — владельческая деревня 1-го стана Подольского уезда Московской губернии по левую сторону старокалужского тракта, в 12 верстах от уездного города и 20 верстах от становой квартиры, при пруде, с 34 дворами и 198 жителями (90 мужчин, 108 женщин).
По данным на 1899 год — деревня Дубровицкой волости Подольского уезда с 171 жителем.
В 1913 году — 33 двора.
По материалам Всесоюзной переписи населения 1926 года — центр Власьевского сельсовета Дубровицкой волости Подольского уезда в 4,3 км от Калужского шоссе и 12,8 км от станции Подольск Курской железной дороги, проживало 234 жителя (91 мужчина, 143 женщины), насчитывалось 42 крестьянских хозяйства.
1929—1946 гг. — населённый пункт в составе Красно-Пахорского района Московской области.
1946—1957 гг. — в составе Калининского района Московской области.
1957—1960, 1965—2012 гг. — в составе Ленинского района Московской области.
1960—1963 гг. — в составе Подольского района Московской области.
1963—1965 гг. — в составе Ленинского укрупнённого сельского района Московской области.
С 2012 г. — в составе города Москвы.